# ملكة جمال الكون 2011
ملكة جمال الكون 2011 هي مسابقة ملكة جمال الكون الستين في تاريخ مسابقة ملكة جمال الكون منذ انطلاقتها عام 1952، عقدت المسابقة في 12 سبتمبر 2011 في قاعة سيتي بنك، ساو باولو، البرازيل. في نهاية الحدث توجت ليلى لوبيز الأنغولية من قبل حاملة اللقب السابقة زيمينا نافاريت من المكسيك، لتصبح رابع دولة أفريقية تفوز باللقب بعد جنوب أفريقيا في عام 1978، وناميبيا في عام 1992 وبوتسوانا في عام 1999. في مسابقة هذا العام شهد مشاركة 89 متسابقة من دولة وإقليم، متجاوزًا الرقم القياسي السابق البالغ 86 متسابقة في عام 2006.

## النتائج

### المراكز النهائية
| النتائج النهائية     | المتنافسة |
| -------------------- | --- |
| ملكة جمال الكون 2011 | - أنغولا - ليلى لوبيز |
| الوصيفة الأولى       | - أوكرانيا - أوليسيا ستيفانكو |
| الوصيفة الثانية      | - البرازيل - بريسيلا ماتشادو |
| الوصيفة الثالثة      | - الفلبين - شامسي سوبسوب لي |
| الوصيفة الرابعة      | - الصين - لوو زيلين |
| أفضل 10              | - أستراليا - شييري لي بيغز - كوستاريكا - يوهانا سولانو - فرنسا - لوري تيلمان - بنما - شيلدري سايز - البرتغال - لورا غونسالفيس §                                              |
| أفضل 16              | - كولومبيا - كاتالينا روبايو - كوسوفو - أفرديتا دريشاي - هولندا - كيلي ويكيرز - بورتوريكو - فيفيانا أورتيز - الولايات المتحدة - أليسا كامبانيلا - فنزويلا - فانيسا غونسالفيس |

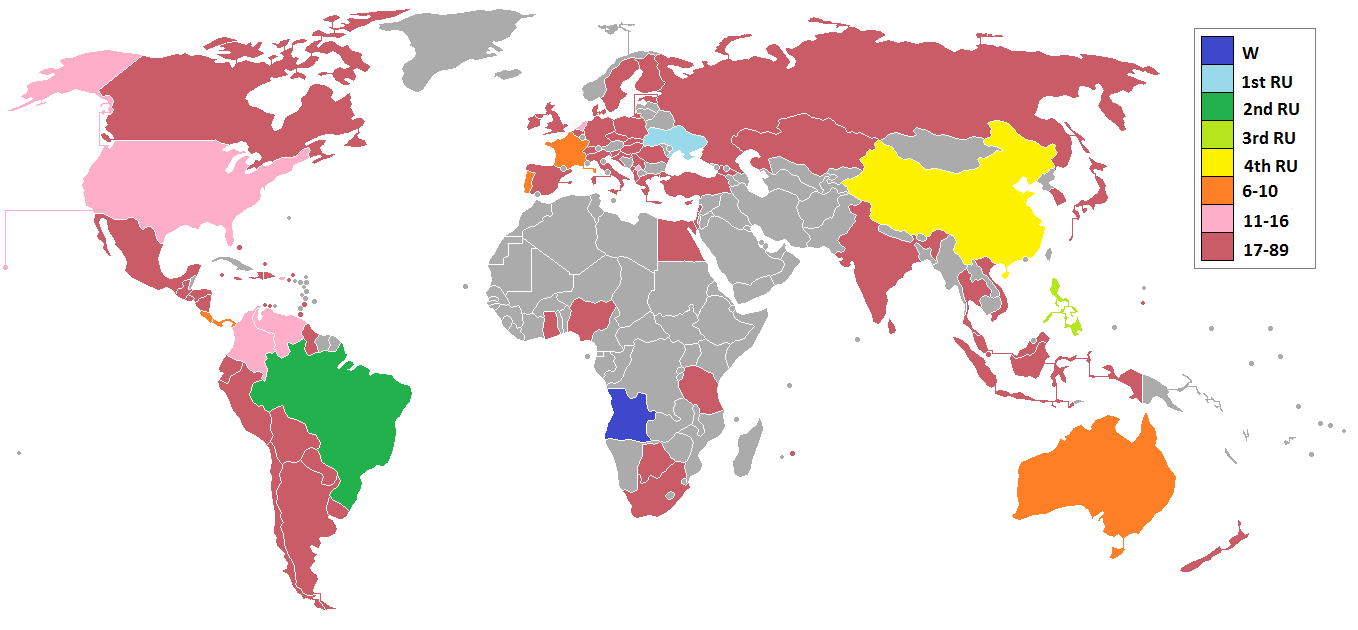
البلدان والأقاليم التي أرسلت المندوبين والنتائج لملكة جمال الكون 2011

- § تم التصويت لها من قبل المشاهدين لدخول ضمن أفضل 16 متسابقات.

### ترتيب الإعلانات
| 1. فرنسا 2. كوسوفو 3. كولومبيا 4. الصين 5. أنغولا 6. أستراليا 7. بورتوريكو 8. البرازيل 9. هولندا 10. الولايات المتحدة 11. أوكرانيا 12. بنما 13. كوستاريكا 14. البرتغال 15. الفلبين 16. فنزويلا | 1. أستراليا 2. كوستاريكا 3. فرنسا 4. أوكرانيا 5. البرتغال 6. بنما 7. الفلبين 8. أنغولا 9. الصين 10. البرازيل | 1. أوكرانيا 2. الفلبين 3. الصين 4. البرازيل 5. أنغولا |  |

## المتسابقات
- ألبانيا - شيسيكا بيربيري
- أنغولا - ليلى لوبيز
- الأرجنتين - ناتاليا رودريغيز
- أروبا - جيلان بيري
- أستراليا - شيري لي بيغز
- الباهاما - أناستاجيا بيير
- بلجيكا - جوستين دي جونكيري
- بوليفيا - أوليفيا بينيرو
- بوتسوانا - لارونا كجابو
- البرازيل - بريسيلا ماتشادو
- جزر العذراء البريطانية - شيروما هودج
- كندا - تشيلسي دوروتشر
- جزر كايمان - كريستين الكسندر
- تشيلي - فانيسا سيروتي
- الصين - لوه زيلين
- كولومبيا - كاتالينا روبايو
- كوستاريكا - جوانا سولانو
- كرواتيا - ناتاليا بريكا
- كوراساو - إيفالينا فان بوتين
- قبرص - أندرياني كرانتوني
- جمهورية التشيك - يتكا نوفاتشكوفا
- الدنمارك - ساندرا عامر
- جمهورية الدومينيكان - داليا فرنانديز
- الإكوادور - كلوديا شيس
- مصر - سارة الخولي
- إلسالفادور - مايرا الدانا
- إستونيا - مادلي فيلسار
- فنلندا - بيا باكارينين
- فرنسا - لوري تيلمان
- جورجيا - إيكا جورتسكايا
- ألمانيا - فاليريا بيستريتسكايا
- غانا - يايرا نيجو
- المملكة المتحدة - كلوي بيث مورغان
- اليونان - إليانا باباجورجيو
- غوام - شاينا أفايسن
- غواتيمالا - أليخاندرا باريلاس
- غيانا - كارا لورد
- هايتي - أندي أزيل
- هندوراس - كلين غوميز
- المجر - بيتا ليبكسي
- الهند - فاسوكي سونكافالي
- إندونيسيا - نادين الكسندرا
- جمهورية أيرلندا - اويف حنون
- إسرائيل - كيم إدري
- إيطاليا - إليسا توريني
- جامايكا - شاكيرا مارتن
- اليابان - ماريا كامياما
- كازاخستان - فاليريا ألينكوفا
- كوريا - جونغ سو را
- كوسوفو - أفرديتا دريشاي
- لبنان - يارا خوري مخايل
- ماليزيا - ديبورا بريا هنري
- موريشيوس - لايتيتيا دارشي
- المكسيك - كارين أونتيفيروس
- الجبل الأسود - نيكولينا لونار
- هولندا - كيلي ويكيرز
- نيوزيلندا - برياني بوكيتابو
- نيكاراغوا - أدريانا دورن
- نيجيريا - صوفي جيمال
- بنما - شيلدري سايز
- باراغواي - ألبا ريكيلمي
- بيرو - ناتالي فيرتيس
- الفلبين - شامسي سوبسوب
- بولندا - روزاليا مانشيفيتش
- البرتغال - لورا غونسالفيس
- بورتوريكو - فيفيانا أورتيز
- رومانيا - لاريسا بوبا
- روسيا - ناتاليا غانتيموروفا
- صربيا - آنا شارانوفيتش
- سنغافورة - فاليري ليم
- سلوفاكيا - داغمار كوليسروفا
- سلوفينيا - إيما جاجوديتش
- جنوب أفريقيا - بوكانغ مونتجان
- إسبانيا - بولا جيلو
- سريلانكا - ستيفاني سيريواردهانا
- سانت لوسيا - جوي آن بيسكيت
- السويد - رونيا فورنستيدت
- سويسرا - كرستين كوك
- تنزانيا - نيللي كامويلو
- تايلاند - تشانياسورن ساكورنشان
- ترينيداد وتوباغو - غابرييل والكوت
- تركيا  - ميليسا أسلي باموك
- جزر توركس وكايكوس - إيشر باركر
- أوكرانيا - أوليسيا ستيفانكو
- الأوروغواي - ماريا فرناندا سيمينو
- الولايات المتحدة  - أليسا كامبانيلا
- جزر العذراء الأمريكية - ألكسندريا إيفانز
- فنزويلا - فانيسا غونسالفيس
- فيتنام - فو ثو هوانغ مي

## الروابط الخارجية
- موقع ملكة جمال الكون الرسمي